# Марија Стадник
Марија Стадник (Лавов, 3. јун 1988) је азербејџанска рвачица слободним стилом и трострука освајачица олимпијских медаља. До 2007. такмичила се за Украјину одакле је пореклом пре него што је узела азербејџански пасош.
На Европском првенству 2008. освојила је златну медаљу, а на Олимпијским играма у Пекингу бронзу. На Европском првенству 2009. одбранила је титулу, а у Хернингу 2009. постала је светска првакиња. На Европском првенству 2011. дошла је до још једног злата, а на Светском првенству у Будимешти освојила је сребро. На Олимпијским играма у Лондону дошла је до своје друге олимпијске медаље, овог пута сребрне. На Европском првенству 2014. освојила је још једно злато, а на Светском првенству бронзу. На Европским играма одржаним у Бакуу 2015. окитила се златом, а на Светском првенству 2015. у Лас Вегасу сребром. На Европском првенству 2016. освојила је злато, а на Олимпијским играма у Рио де Жанеиру своје друго олимпијско сребро.
2006. пала је на допинг тесту и била је суспеднована на једну годину. Удата је за украјинског рвача Андрија Стадника, такође освајача олимпијске медаље.